# گورگونزولا
گورگونزولا پنیر آبی و رگه‌دار است که در ناحیه گورگونزولای استان میلان تهیه و تولید می‌گردد. شیر مورد نیاز برای تهیه پنیر گورگونزولا، شیر گاو است که خامه آن را نگرفته باشند. پنیری نرم، پرورده و روغنی و آبدار است که در آن رگه‌های سبز و آبی وجود دارد. رگه‌های آبی در اثر تزریق نوعی کپک خوراکی و مفید به نام پنیسیلیوم راکفورتی‌ایجاد می‌شود.
پنیر گورگونزولا محصولی است که از پنیرهای طبیعی، با طعمی خاص و متفاوت تولید شده و در گروه پنیرهای نرم قرار می‌گیرد.
یک کیلو پنیر گورگونزولا ارزش غذایی معادل ۶ کیلوگرم شیر تازه گاو را دارد و سرشار از مواد معدنی، فسفر و کلسیم است. همچنین، این پنیر حاوی پنی‌سیلیوم خوراکی و مفید برای دستگاه گوارش است.
پنیر گورگونزولا در تهیه انواع سس و دیپ، ساندویچ‌ها و غذاهای حاوی تخم‌مرغ و گوشت، همراه پیتزا، لازانیا و سیب‌زمینی تنوری، به عنوان چاشنی سبزی‌ها، سالاد و دسر و به همراه میوه، نان جو و نان محلی قابل استفاده است.